# Orgellandschaft Hinterpommern

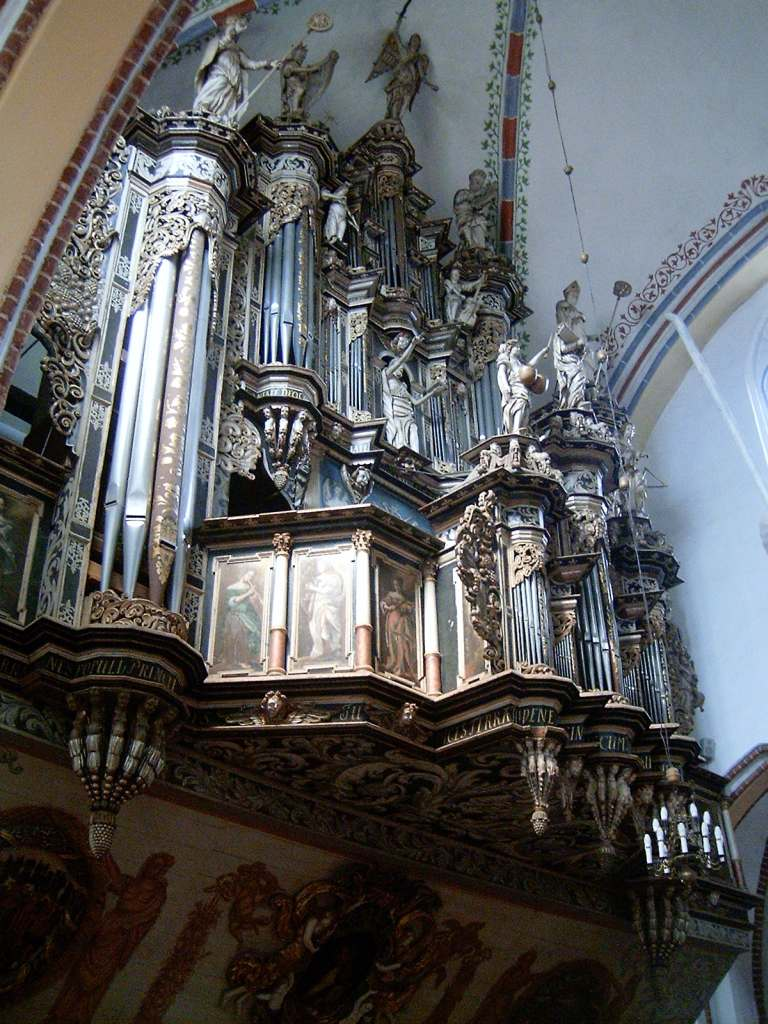
Barockprospekt im Camminer Dom

Die Orgellandschaft Hinterpommern umfasst Orgeln in der historischen Region Hinterpommern.

## Territorium
Das Gebiet erstreckt sich östlich der Oder entlang der Ostsee bis Westpreußen. Es gehörte seit 1648 zu Brandenburg-Preußen, seit 1815 zur Provinz Pommern. Die Bevölkerung war fast ausschließlich deutsch. Das Land war dünn besiedelt, es gab nur kleinere Städte (Stettin lag in Vorpommern.)
Seit 1945 gehört das Gebiet zu Polen, seit 1998 größtenteils zur Woiwodschaft Westpommern, in kleinen Teilen zur Woiwodschaft Pommern (Ustka).

## Geschichte
Von 1270 ist die älteste Erwähnung einer Orgel in Kolberg erhalten, von 1428 in Cammin. 1580 baute Adrian Zickermann für den Camminer Dom eine neue Orgel, 1672 ersetzte sie Michael Berigel.
Aus dem 18. Jahrhundert sind nur kleinere Arbeiten regionaler Orgelbauer bekannt.
Die bedeutendsten Orgelbauer in Hinterpommern im 19. und frühen 20. Jahrhundert waren Christian Friedrich Voelkner aus Dünmow und Barnim Grüneberg aus Stettin mit ihren Nachfolgern. Daneben bauten Werkstätten von Wilhelm Sauer aus Frankfurt/Oder, Schlag & Söhne aus Schweidnitz in Schlesien, Johann Friedrich Schulze und andere weitere Orgeln. Wilhelm Grisard war Orgel- und Klavierbauer in Kolberg.
1945 wurden einige Instrumente beschädigt, die meisten blieben erhalten. Es gab in den folgenden Jahrzehnten nur einige kleinere Reparaturen. Nach 1990 wurden in größeren Kirchen wenige neue Orgeln gebaut oder gekauft.

## Orgeln
Die meisten Orgeln des 19. und frühen 20. Jahrhunderts sind erhalten, oft in eingeschränktem Zustand. Barockprospekte gibt es im Camminer Dom, in Stolp (Słupsk) und Belgard (Białogard). Die Liste gibt den Stand 1944 wieder, danach zerstörte oder ersetzte Instrumente sind kursiv gesetzt.
| Ort                                 | Gebäude                      | Bild | Jahr      | Erbauer                      | Manuale | Register | Bemerkungen                                                                   |
| ----------------------------------- | ---------------------------- | ---- | --------- | ---------------------------- | ------- | -------- | ----------------------------------------------------------------------------- |
| Białogard (Belgard an der Persante) | Mariä-Himmelfahrt-Kirche     |      | 1775      | Ernst Julius Marx            | III/P   | 43       | 1912 Erweiterung durch Barnim Grüneberg, erhalten                             |
| Kamień Pomorski (Cammin)            | Camminer Dom                 |      | 1888      | Barnim Grüneberg             | III/P   | 44       | Barockprospekt von 1672 erhalten, 2004 Rekonstruktion der Barockorgel – Orgel |
| Koszalin (Köslin)                   | Kathedrale St. Marien        |      | 1898      | Schlag & Söhne               | III/P   | 50       | Prospekt von 1842 von Kaltschmidt, 1972 elektropneumatische Traktur           |
| Międzyzdroje (Misdroy)              | Kirche St. Peter             |      | 1914      | Barnim Grüneberg             | II/P    | 22       | fast unverändert erhalten                                                     |
| Pałowo (Alt Pahlau)                 | Mariä-Himmelfahrtkirche      |      | 1893      | Christian Friedrich Voelkner | II/P    | 14       | erhalten                                                                      |
| Rusinowo (Rützenhagen)              | Mariä-Geburt-Kirche          |      | 1874      | Christian Friedrich Voelkner | I/P     | 10       | erhalten, in schlechtem Zustand                                               |
| Słupsk (Stolp)                      | St.-Hyazinth-Kirche          |      | nach 1872 | ?                            |         |          | Prospekt von 1657 erhalten, 2002 Neubau – Orgel                               |
| Trzebiatów (Treptow an der Rega)    | Marienkirche                 |      | 1842      | Johann Friedrich Schulze     | II/P    | 32       | 1867 Umdisponierungen durch Barnim Grüneberg, nur wenige Register spielbar    |
| Ustka (Stolpmünde)                  | St. Johannes und St. Nikolai |      | 1888      | Friedrich Christian Voelkner | II/P    | 20       | 1996 und 2013 Reparaturen und Restaurierungen                                 |